# Jorge Pullin
Jorge A. Pullin (* 26. Februar 1963 in Buenos Aires) ist ein argentinischer theoretischer Physiker, der sich mit Quantengravitation befasst.
Pullin studierte Elektrotechnik an der Universität von Buenos Aires und Physik am Instituto Balseiro der Universidad Nacional de Cuyo in Bariloche mit dem Masterabschluss 1986 und der Promotion 1988 bei Reinaldo J. Gleiser. Als Post-Doktorand war er an der Syracuse University und an der University of Utah (1991). Ab 1993 war er Assistant Professor, 1997 Associate Professor und 2000 Professor an der Pennsylvania State University. Er ist seit 2001 Hearne Professor für theoretische Physik an der Louisiana State University und Ko-Direktor des Hearne Institute of Theoretical Physics.
Pullin ist einer der Pioniere der Schleifenquantengravitation und arbeitete auf diesem Gebiet seit 1990 mit dem aus Uruguay stammenden Physiker Rodolfo Gambini zusammen. Zum Beispiel entdeckten sie Zusammenhänge mit der Knotentheorie und zeigten, dass das Jones-Polynom Lösung der quantisierten Einsteingleichungen in der Schleifenquantengravitation ist.
Mit Gambini sagte er nichtklassische Formen der Lichtausbreitung aus der Schleifenquantengravitation vorher.
Er befasst sich auch mit numerischer Allgemeiner Relativitätstheorie, zum Beispiel in der Berechnung von Kollisionen Schwarzer Löcher, wofür er Supercomputer einsetzt. Erste Arbeiten dazu erschienen von ihm in den 1990er Jahren (Einführung der Close Approximation, bei der zwei sehr eng benachbarte Schwarze Löcher als ein deformiertes Schwarzes Loch betrachtet werden).
1995 war er Sloan Research Fellow, 1999 Guggenheim Fellow und 2001 Fulbright Fellow. Er ist Fellow der American Physical Society und der American Association for the Advancement of Science. Außerdem ist er Mitglied der nationalen Akademien der Wissenschaften von Uruguay, Mexiko, Argentinien und der Latin American Academy of Science. 1995 erhielt er einen Career Award der National Science Foundation und 2001 den Edward Bouchet Award der APS.
Er ist mit Gabriela González verheiratet, die ebenfalls Gravitationsphysikerin an der LIGO-Kollaboration ist.

## Schriften
- mit Rodolfo Gambini, Loops, Knots, Gauge Theories and Quantum Gravity, Cambridge University Press 1996
- mit Rodolfo Gambini, A First Course in Loop Quantum Gravity, Oxford University Press 2011
- mit Peter Anninos, Richard Price, Edward Seidel, Wai-Mo Suen, Head-on collision of two black holes: Comparison of different approaches, Phys. Rev. D, Band 52, 1995, S. 4462–4480
- mit Steve Brandt, Randall Correll, Roberto Gómez, Mijan Huq, Mijan, P. Laguna, L. Lehner, P. Marronetti, R. A. Matzner u. a., Grazing Collisions of Black Holes via the Excision of Singularities, Phys. Rev. Lett., Band 85, 2000, S. 5496–5499
- mit Carsten Gundlach, Price, Late-time behavior of stellar collapse and explosions. I. Linearized perturbations, Phys. Rev. D, Band 49, 1994, S. 883–889, Teil II. Nonlinear evolution, S. 890–899